# 國際水中運動聯合會
水中運動聯合會（Confédération Mondiale des Activités Subaquatiques，CMAS）是水肺潛水、自由潛水和浮潛的國際性運動管理組織。本會於1959年1月在摩納哥成立，為世界上最古老的水肺潛水組織之一。目前國際辦公室在羅馬。官方语言为法语，英语和西班牙语。雅克-伊夫·库斯托是组织的重要成员。

## 項目
國際水中運動聯合會管理下列的項目(雖然有一些同等的運動管理組織)。
- 自由潛水
- 鐵人兩項
- 蹼泳
- 水下定向
- 海底狩獵
- 潛水運動
- 水底曲棍球
- 水中攝影
- 水中橄欖球
- 水中射擊

## 外部連結
- 官方网站